# 곤재 우득록 목판
곤재 우득록 목판(困齋 愚得錄 木版)은 대한민국 전라남도 함평군 엄다면 엄다리에 있는 목판이다. 1987년 6월 1일 전라남도의 유형문화재 제146호로 지정되었다.

## 개요
조선 중기의 학자인 곤재 정개청(1529∼1590)의 문집을 널리 간행하기 위해 숙종 15년(1689)에 왕의 특명으로 시작되어 숙종 18년(1692)에 완성된 목판이다.
정개청은 어린 시절 보성의 영주산사에서 성리학을 비롯하여 천문, 지리, 의약 등의 학문을 열심히 익혔다. 그후 서경덕을 스승으로 박순과 교류하며 학문의 깊이를 더하였으며, 명종 20년(1565)에 함평군 엄다면 제동 마을로 귀향하여 향리에서 학생들을 양성하였다. 그후 선조 22년(1589) 정여립의 모반사건에 연루되어 20여년간 이곳에서 유배생활을 하였다.
그의 저서로는『우득록』3권과『수수기』9권 뿐이나 현재는『우득록』만이 남아 있다. 이것은 본편 3책과 부록 상 ·하 1책 등 총 4책으로 구성되어 있다. 1∼2책은 성리제설과 강의계서가 수록되었고, 3책은 소답, 서, 제, 문이 실려 있다. 부록 상권에는 정개청의 세계와 사실이 수록되어 있으며, 하권에는 곤재행장, 곤재전이 실려있다. 이 책의 서문은 숙종 7년(1681)에 허목이 지었다. 이 목판은 원래 총 108매로 만들어졌으나, 현재는 48매만이 전한다.
이것은 호남 사림의 동향과 인맥을 살피는데 귀중한 자료로 평가된다.

## 같이 보기
- 정개청

## 참고 자료
- 곤재우득록목판 - 국가유산청 국가유산포털